# Frank Göttmann
Frank Göttmann (* 21. September 1946 in Niederdorfelden) ist ein deutscher Historiker.
Frank Göttmann studierte Geschichte, Germanistik und Erziehungswissenschaften an der Universität Frankfurt. Das Erste Staatsexamen für das Lehramt an Gymnasien erfolgte 1973. In Frankfurt wurde er 1976 mit einer Arbeit über die Handwerkerbünde am Mittelrhein vom 14. bis zum 17. Jahrhundert promoviert. Ein Jahr später legte er das Zweite Staatsexamen ab. 1985 erfolgte die Habilitation in Mittlerer und Neuerer Geschichte an der Universität Konstanz mit einer Arbeit über den Getreidemarkt am Bodensee in der Zeit von 1650 bis 1810. Nach Lehrtätigkeit an Grundschule und Gymnasium sowie an den Universitäten Konstanz und Köln und einen zwischenzeitlichen Archivdienst lehrte Göttmann von 1994 bis 2011 als Professor für Geschichte der Frühen Neuzeit an der Universität Paderborn. Von 2011 bis 2015 war Göttmann dort Seniorprofessor. Göttmann ist seit 2003 ordentliches Mitglied der Historischen Kommission für Westfalen.
Seine Forschungsschwerpunkte sind die Sozial- und Wirtschaftsgeschichte, die Bevölkerungsgeschichte, die Stadt- und Regionalgeschichte, die Geschichte der Reichspolitik und Reichsverfassung sowie die Geschichte der geistlichen Staaten.

## Schriften
Monografien
- Getreidemarkt am Bodensee. Raum, Wirtschaft, Politik, Gesellschaft (1650–1810) (= Beiträge zur südwestdeutschen Wirtschafts- und Sozialgeschichte. Veröffentlichungen des Wirtschaftsarchivs Baden-Württemberg. Bd. 13). Scripta Mercaturae Verlag, St. Katharinen 1991, ISBN 3-922661-91-2.
- Handwerk und Bündnispolitik. Die Handwerkerbünde am Mittelrhein vom 14. bis zum 17. Jahrhundert (= Frankfurter historische Abhandlungen. Bd. 15). Steiner, Wiesbaden 1977, ISBN 3-515-02596-0.
- Die Frankfurter Bäckerzunft im späten Mittelalter. Aufbau und Aufgaben städtischer Handwerksgenossenschaften (= Studien zur Frankfurter Geschichte. Bd. 10). Kramer, Frankfurt am Main 1975, ISBN 3-7829-0163-0.

Herausgeberschaften
- mit Bettina Braun, Michael Ströhmer: Geistliche Staaten im Nordwesten des Alten Reiches. Forschungen zum Problem frühmoderner Staatlichkeit (= Paderborner Beiträge zur Geschichte. Bd. 13). SH-Verlag, Köln 2003, ISBN 3-89498-140-7.